# Francesco Pagliazzi
Francesco Pagliazzi, né le 14 février 1910 à Reggello, une petite commune dans la province de Florence, et mort le 7 février 1988  à Bagno a Ripoli, est un peintre italien. Ses sujets varient de paysages à des natures mortes et des portraits. Ses œuvres ont été exposées à Florence et à Milan.

## Biographie
Francesco Pagliazzi est né le 14 février 1910 à Reggello. Il a fréquenté l'école élémentaire à Reggello, mais il pensait déjà à la peinture.

## Source de la traduction
- (en) Cet article est partiellement ou en totalité issu de l’article de Wikipédia en anglais intitulé « Francesco Pagliazzi » (voir la liste des auteurs).